# اوپندرا آنانت پای
اوپندرا آنانت پای (انگلیسی: Tonse Ramesh Upendra Pai; ۲۲ اکتبر ۱۹۲۴ – ۲۶ ژانویهٔ ۲۰۰۵) بانکدار و کارآفرین اهل هند بود، که در سال ۱۹۲۵ سندیکا بانک را تأسیس کرد.